# Tetrablemma alterum
Tetrablemma alterum là một loài nhện trong họ Tetrablemmidae.
Loài này thuộc chi Tetrablemma. Tetrablemma alterum được Roewer miêu tả năm 1963.